# Audi A7
Audi A7 Sportback este o mașină produsă de către producătorul german de automobile, Audi. Audi A7 se bazează pe platforma Volkswagen Group MLB. Modelul Audi A7 a fost anunțat în premieră în cadrul Pinakothek der Moderne Art Museum din München în iulie 2010, debutul oficial având loc puțin mai târziu în același an în cadrul Salonului Auto International de la Paris.

Audi A7 Sportback este situat între modelele A6 și A8, acesta având ca concurenți modelele Mercedes-Benz CLS și BMW Seria 5 GT.

În ceea ce privește dotările de siguranță și tehnologice, Audi A7 are ABS, EBD, en:ESR și ro:EPS, sistem complex cu 8 airbag-uri pentru șofer și pasagerii față/spate, sistemul Servotronic, Dynamic Steering, Audi Adaptive Air Suspension și Quattro cu diferențial sport (opțional).